# 垂花无心菜
垂花无心菜（学名：Arenaria forrestii f. cernua）为石竹科无心菜属西南无心菜下的一个变型。变型加名 cernua 意为“匍匐垂下的”。